# Olejówka leśna
Olejówka leśna (Protoxerus stangeri) – gatunek gryzonia z rodziny wiewiórkowatych.

## Średnie wymiary
- Długość ciała - 22-33 cm
- Długość ogona - 25-38 cm

## Występowanie
Występuje w wilgotnych lasach palmowych od zachodniej Afryki do Kenii i Angoli.

## Tryb życia
Olejówka leśna żywi się głównie owocami olejowca gwinejskiego. W rejonach charakteryzujących się niedoborem wapnia, obserwowano ją gryzącą kości, w tym również kość słoniową. Prowadzi skryty tryb życia, a jej obecność najłatwiej stwierdzić po przeraźliwym głosie, który wydaje, gdy czuje się zagrożona.

## Rozmnażanie
O rozrodzie tego gatunku nic nie wiadomo, natomiast okres godowy nie jest związany prawdopodobnie z żadną porą roku.